# Дохийская биржа ценных бумаг
Дохийская биржа ценных бумаг (Doha Securities Market, DSM) — биржа, расположенная в Дохе, Катар. Биржа была основана в 1995 году.

## Фондовый индекс
Единственный индекс фондовой биржи — DSM-20. В него входят акции следующих компаний:
1. Ahli Bank
2. Commercial Bank
3. Qatar International Islamic Bank
4. Qatar Islamic Bank
5. Qatar National Bank
6. Doha Bank
7. Qatar Islamic Insurance
8. Industries Qatar
9. Doha Insurance
10. Qatar Insurance
11. Qatar National Cement
12. Qatar Industrial Manufacturing
13. Qatar Flour Mills
14. Medical Care Group
15. Qatar Real - Estate Investment
16. Qatar Navigation
17. Qatar Shipping.
18. Qatar Fuel
19. Qatar Telecom (Q-Tel)
20. Qatar Electricity & Water